# Силвия Пейн
Силвия Мей Пейн (на английски: Sylvia May Payne) е британски лекар, психиатър и психоаналитик.

## Биография
Родена е на 6 ноември 1880 година в Уимбълдън, квартал на Лондон, Англия, в семейството на пастор. Учи в Уестфийлд колидж и Лондонската школа по медицина за жени. Завършва през 1906 г. През Първата световна война работи като лекар към Червеният кръст, за което е наградена с Ордена на Британската империя. По-късно започва обучителна анализа с Джеймс Глоувър, а след това и в Берлин с Ханс Закс. От 1922 е асоцииран член на Британското психоаналитично общество, а две години по-късно става и редовен член.
Умира на 30 май 1976 година в Тънбридж на 95-годишна възраст.